# Phosphure

Vue partielle de la structure du phosphure de cuivre (Cu_{3}P), montrant l'entrelacement complexe propre aux phosphures de plusieurs métaux de transition (Cu = orange, P = violet).

En chimie, un phosphure est un composé du phosphore avec un ou plusieurs autres éléments moins électronégatif. Des composés binaires peuvent être formés avec la plupart des éléments moins électronégatifs, à l'exception du mercure (Hg), du plomb (Pb), de l'antimoine (Sb), du bismuth (Bi), du tellure (Te) et du polonium (Po). En général, il existe toute une gamme de stœchiométrie pour chaque élément ; par exemple, le potassium possède neuf phosphures différents (K3P, K4P3, K5P4, KP, K4P6 K3P7, K3P11, KP10.3 et KP15) et le  nickel en possède huit (Ni3P, Ni5P2, Ni12P5, Ni2P, Ni5P4, NiP, NiP2, NiP3).
La classification de ces composés est délicate. Selon leur structure et leur réactivé, on peut distinguer :
- les composés principalement ioniques, avec un ion P3−. Dans ce groupe, apparaissent les phosphure de métal du groupe 1 (par exemple le phosphure de sodium (en), Na3P) ou du groupe 2 (par exemple le Phosphure de calcium, Ca3P2) ;
- les polyphosphures avec les ions P24−, les ions cluster P113−, les chaînes polymériques anioniques (par exemple l'ion hélicoïdal (P−)|n), les plans complexes ou les anions 3-D ;
- les composés avec des atomes de phosphore individuels dans une structure métallique qui peut être semi-conductrice (par exemple le phosphure de gallium, GaP) ou métallique (par exemple TaP)[3].

Deux ions polyphosphures, P34− que l'on trouve dans K4P3 et P45− que l'on trouve dans K5P4, sont des anions radicalaires avec un nombre d'électrons de valence impair rendant les composés paramagnétiques.

## Synthèse
Il existe de nombreuses façons de synthétiser des phosphures. La plus générale et la plus commune consiste à chauffer un métal à lier au phosphore, en présence de phosphore rouge sous atmosphère inerte ou dans le vide. En principe, tous les phosphures de métal et les polyphosphures peuvent être synthétisés à partir de l'élément phosphore et du métal en quantité stœchiométrique. Cependant, cette synthèse peut être complexe à cause de divers problèmes : les réactions sont exothermiques et souvent explosives à cause d'une surchauffe locale ; les métaux oxydés ou ayant juste une couche superficielle oxydée, provoquent des températures extrêmes incompatibles avec l'amorçage du processus de phosphorisation.
Les réactions hydrothermiques peuvent former des phosphures de nickel très purs et cristallisant bien, comme Ni2P et Ni12P5. Ces composés ont été synthétisés par des réactions solides-liquides entre NiCl2∙12H2O et le phosphore rouge à 200 °C pendant 24 et 48 heures, respectivement.

## Exemples
- La schreibersite (Fe,Ni)3P est un minéral que l'on trouve dans certaines météorites.
- Phosphure d'aluminium (AlP)
- Phosphure d'indium (InP)
- Phosphure de calcium (Ca3P2)
- Phosphure de cuivre (en) (Cu3P)
- Phosphure de magnésium (Mg3P2)